# Open Sud de France 2017 - Qualificazioni singolare
Le qualificazioni del singolare dell'Open Sud de France 2017 sono state un torneo di tennis preliminare per accedere alla fase finale della manifestazione. I vincitori dell'ultimo turno sono entrati di diritto nel tabellone principale. In caso di ritiro di uno o più giocatori aventi diritto a questi sono subentrati i lucky loser, ossia i giocatori che hanno perso nell'ultimo turno ma che avevano una classifica più alta rispetto agli altri partecipanti che avevano comunque perso nel turno finale.

## Teste di serie
1. Julien Benneteau (qualificato)
2. Vincent Millot (ultimo turno, lucky loser)
3. Kenny de Schepper (qualificato)
4. Albert Montañés (primo turno)

1. Enrique López-Pérez (primo turno)
2. Stefano Napolitano (ultimo turno)
3. Jeremy Jahn (primo turno)
4. Tristan Lamasine (qualificato)

## Qualificati
1. Julien Benneteau
2. Calvin Hemery

1. Kenny de Schepper
2. Tristan Lamasine

### Lucky loser
1. Grégoire Barrère

1. Vincent Millot

## Tabellone

### Legenda
| - Q = Qualificato - WC = Wild card - LL = Lucky loser | - ALT = Alternate - SE = Special Exempt - PR = Protected Ranking | - w/o = Walkover - r = Ritirato - d = Squalificato |

### Sezione 1
|  | Primo turno | Primo turno        | Primo turno        | Primo turno | Primo turno |  |  | Ultimo turno | Ultimo turno       | Ultimo turno | Ultimo turno | Ultimo turno |  |
|  |             |                    |                    |             |             |  |  |              |                    |              |              |              |  |
|  | 1           | Julien Benneteau   | Julien Benneteau   | 6           | 6           |  |  |              |                    |              |              |              |  |
|  | Alt         | Fabrice Martin     | Fabrice Martin     | 4           | 4           |  |  | 1            | Julien Benneteau   | 3            | 6            | 6            |  |
|  | Alt         | Divij Sharan       | Divij Sharan       | 4           | 0           |  |  | 6            | Stefano Napolitano | 6            | 4            | 4            |  |
|  | 6           | Stefano Napolitano | Stefano Napolitano | 6           | 6           |  |  |              |                    |              |              |              |  |

### Sezione 2
|  | Primo turno | Primo turno         | Primo turno         | Primo turno | Primo turno |  |  | Ultimo turno | Ultimo turno   | Ultimo turno   | Ultimo turno | Ultimo turno |  |
|  |             |                     |                     |             |             |  |  |              |                |                |              |              |  |
|  | 2           | Vincent Millot      | Vincent Millot      | 6           | 6           |  |  |              |                |                |              |              |  |
|  | WC          | Corentin Moutet     | Corentin Moutet     | 3           | 3           |  |  | 2            | Vincent Millot | Vincent Millot | 3            | 4            |  |
|  | WC          | Calvin Hemery       | Calvin Hemery       | 6           | 6           |  |  | WC           | Calvin Hemery  | Calvin Hemery  | 6            | 6            |  |
|  | 5           | Enrique López-Pérez | Enrique López-Pérez | 3           | 4           |  |  |              |                |                |              |              |  |

### Sezione 3
|  | Primo turno | Primo turno       | Primo turno       | Primo turno | Primo turno |  |  | Ultimo turno | Ultimo turno      | Ultimo turno      | Ultimo turno | Ultimo turno |  |
|  |             |                   |                   |             |             |  |  |              |                   |                   |              |              |  |
|  | 3           | Kenny de Schepper | Kenny de Schepper | 7           | 6           |  |  |              |                   |                   |              |              |  |
|  |             | Aslan Karacev     | Aslan Karacev     | 67          | 2           |  |  | 3            | Kenny de Schepper | Kenny de Schepper | 7            | 6            |  |
|  |             | Grégoire Barrère  | Grégoire Barrère  | 6           | 6           |  |  |              | Grégoire Barrère  | Grégoire Barrère  | 62           | 2            |  |
|  | 7           | Jeremy Jahn       | Jeremy Jahn       | 2           | 3           |  |  |              |                   |                   |              |              |  |

### Sezione 4
|  | Primo turno | Primo turno          | Primo turno          | Primo turno | Primo turno |  |  | Ultimo turno | Ultimo turno      | Ultimo turno | Ultimo turno | Ultimo turno |  |
|  |             |                      |                      |             |             |  |  |              |                   |              |              |              |  |
|  | 4           | Albert Montañés      | Albert Montañés      | 4           | 5           |  |  |              |                   |              |              |              |  |
|  |             | Jonathan Eysseric    | Jonathan Eysseric    | 6           | 7           |  |  |              | Jonathan Eysseric | 6            | 64           | 3            |  |
|  |             | Jordi Samper-Montaña | Jordi Samper-Montaña | 64          | 0           |  |  | 8            | Tristan Lamasine  | 4            | 7            | 6            |  |
|  | 8           | Tristan Lamasine     | Tristan Lamasine     | 7           | 6           |  |  |              |                   |              |              |              |  |